# Rudolf Hilferding
Rudolf Hilferding (Vienna, 10 agosto 1877 – Parigi, 11 febbraio 1941) è stato un economista, politico e medico tedesco di origine austriaca.

## Biografia

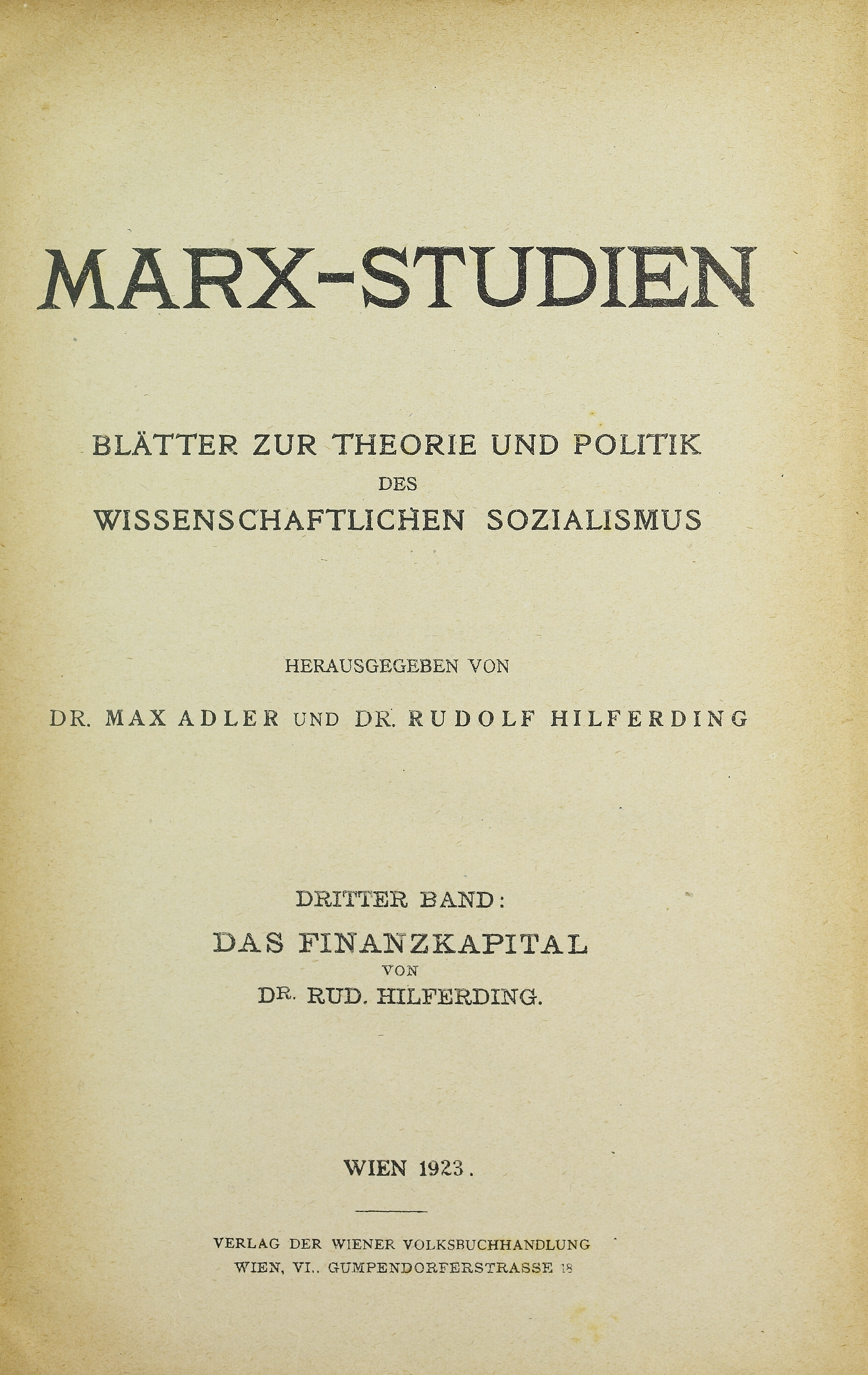
Finanzkapital, 1923

Di idee marxiste, dettò la politica economica del Partito Socialdemocratico di Germania. Fu deputato e ministro delle finanze della Repubblica di Weimar dall'agosto all'ottobre 1923 e poi di nuovo dal giugno 1928 al dicembre 1929. Con l'avvento di Hitler si rifugiò in Francia, ma dopo l'occupazione nazista venne arrestato e morì in carcere in circostanze mai chiarite.
Hilferding è considerato tra i più influenti pensatori socialdemocratici del primo Novecento. Il suo saggio Il capitale finanziario influenzò Lenin nella scrittura di Imperialismo, fase suprema del capitalismo, in cui però criticava gli assunti dello studioso tedesco.

## Opere
- (DE) Rudolf Hilferding, Finanzkapital, Wien, Wiener Volksbuchhandlung, 1923. URL consultato il 30 giugno 2015.